# سوزان جونسون (ممثلة)
سوزان جونسون (بالإنجليزية: Susan Johnson)‏ هي مغنية وممثلة أمريكية، ولدت في 6 يوليو 1927 في كولومبوس في الولايات المتحدة، وتوفيت في 24 فبراير 2003 في ساكرامنتو في الولايات المتحدة بسبب نفاخ رئوي. من الجوائز التي نالتها جائزة المسرح العالمي سنة 1956.

## جوائز
- جائزة المسرح العالمي (1956)

## وصلات خارجية
- سوزان جونسون على موقع IMDb (الإنجليزية)
- سوزان جونسون على موقع قاعدة بيانات برودواي على الإنترنت (الإنجليزية)
- سوزان جونسون على موقع ديسكوغز (الإنجليزية)